# Коэффициент Синклера
Коэффициент Синклера — методика, позволяющая сравнивать результаты тяжелоатлетов разных весовых категорий. Показывает, во сколько раз результат спортсмена был бы выше, если при том же уровне физической тренированности его вес равнялся весу самого тяжёлого спортсмена.
Коэффициент Синклера вычисляется по формуле:15–16
{\displaystyle k_{s}=10^{A\cdot \lg ^{2}({\frac {w}{b}})},}
где {\displaystyle w} — вес атлета в килограммах; {\displaystyle A,b} — коэффициенты.
Коэффициенты {\displaystyle A,b} вычисляются путём статистического анализа результатов соревнований и устанавливаются на период олимпийского четырёхлетия.

## Значения коэффициентов
На период с 2017 по 2020 годы установлены следующие значения коэффициентов.
Для мужчин:
{\displaystyle A=0,751945030;}
{\displaystyle b=175,508} кг.
Для женщин:
{\displaystyle A=0,783497476;}
{\displaystyle b=153,655} кг.

## Пример
Одним из самых выдающихся результатов в истории тяжёлой атлетики считается результат в толчке 190 кг, показанный Наимом Сулейманоглу на Олимпийских играх 1988 года в Сеуле в весовой категории до 60 кг. Вес спортсмена в этот момент составлял 59,7 кг. Эквивалентный результат для супертяжёлой весовой категории составит
{\displaystyle P_{s}=P\cdot k_{s}=190\cdot 10^{0,751945030\cdot \lg ^{2}({\frac {59,7}{175,508}})}=277,763} кг.